# 98
Évszázadok: i. e. 1. század – 1. század – 2. század
Évtizedek: 40-es évek – 50-es évek – 60-as évek – 70-es évek – 80-as évek – 90-es évek – 100-as évek – 110-es évek – 120-as évek – 130-as évek – 140-es évek
Évek: 93 – 94 – 95 – 96 –  97 – 98 – 99 – 100 – 101 – 102 – 103

## Események

### Római Birodalom
- Nerva császárt (helyettese január 13-tól Cnaeus Domitius Afer Curvius Tullus, februártól Sextus Julius Frontinus, márciustól Lucius Julius Ursus, áprilistól Titus Vestricius Spurinna, májustól Caius Pomponius Pius, júliustól Aulus Vicirius Martialis, szeptembertől Caius Pomponius Rufus Acilius [Pri]scus Coelius Sparsus, novembertől Q. Fulvius Gillo Bittius Proculus) és Caesar Nerva Traianust (helyettese Lucius Maecius Postumus, Cnaeus Pompeius Ferox Licinianus és Publius Julius Lupus) választják consulnak.
- Január 1-én Nerva császár egy audiencia során szélütést kap. Lábadozása során belázasodik és január 28-án meghal.
- A szenátus Nerva fogadott fiát, a hispániai születésű Traianust választja meg császárnak. Traianus ekkor a rajnai határon tartózkodik és nem siet Rómába, hanem végigjárva a rajnai és a dunai limest, biztosítja a légiók hűségét. Magához rendeli a praetoriánus gárda parancsnokát, Casperius Aelianust, aki az előző évben fellázadt Nerva ellen, és "elteszi az útból" (nem világos, hogy kivégezteti vagy lemondatja).
- Traianus város (civitas) rangra emeli Lopodunumot (ma Ladenburg).
- Tacitus befejezi Germania című könyvét.

## Halálozások
- január 28. – Nerva római császár
- Tüanai Apollóniosz, görög filozófus, matematikus

## Fordítás
- Ez a szócikk részben vagy egészben  a(z)   98 című francia Wikipédia-szócikk ezen változatának fordításán alapul.  Az eredeti cikk szerkesztőit annak laptörténete sorolja fel. Ez a jelzés csupán a megfogalmazás eredetét és a szerzői jogokat jelzi, nem szolgál a cikkben szereplő információk forrásmegjelöléseként.